# Richard Pennell
Richard Pennell – brytyjski historyk, wykładowca na Uniwersytecie w Melbourne.
Ukończył arabistykę i iberystykę na Uniwersytecie w Leeds, a następnie uzyskał tytuł doktora na tej samej uczelni. Pracę doktorską pisał z historii islamu. 
Wykładał na uczelniach w Singapurze, Nairobi, Bengazi i Stambule.
Publikował artykuły m.in. na łamach „La Aventura de la Historia”, „Journal of North African Studies”, „International Journal of Human Rights” i „Australian Journal of Asian Law”.

## Książki
- Morocco since 1830: a History (2000)
- La Guerra del Rif: Abd-el-Krim el Jattabi y su Estado rifeño (2001)
- Morocco: From Empire to Independence (2003)